# Château de Matel
 (mai 2018).
Si vous disposez d'ouvrages ou d'articles de référence ou si vous connaissez des sites web de qualité traitant du thème abordé ici, merci de compléter l'article en donnant les références utiles à sa vérifiabilité et en les liant à la section « Notes et références ».
Le château de Matel est un château situé à Roanne (Loire).

## Historique
Situé  sur un site habité depuis au moins le XIIIe siècle, le château de Matel fut acheté par Jean Chézard, un aristocrate de descendance italienne, au XVIe siècle. Détruit par un incendie en 1594 pendant la guerre des ligues, le château fut reconstruit la même année. C'est ici, que deux ans plus tard, naquit la célèbre mystique, Jeanne Chézard de Matel qui fonda plus tard l'ordre du « Verbe Incarné ». Quand elle était enfant, elle méditait devant la glacière qui existe toujours dans le parc du château aujourd'hui.
Le château fut complètement, restauré aux environs de 1700 dans le style de l'époque. À la fin du XIXe siècle, le capitaine Poulot à la fois chimiste, aventurier et personnage original hérita du château de Matel. Il fit sauter une partie des dépendances au cours d'une expérience scientifique et perdit plus tard sa fortune dans un naufrage. Des portraits de pierre sur la façade de la cour intérieure du château représentent la famille Poulot qui ajouta une véranda en pierre au bâtiment principal.
À l'apogée de sa grandeur la propriété comprenait vingt fermes alentour. Malgré son absence de Roanne, André Citroën achète le château de Mâtel  le 29 janvier 1919 avec 182 ha et il le revend au propriétaire d'origine le 17 juillet 1919 avec seulement 39 ha. Aujourd'hui la propriété comprend le château (édifice principal de 900 m), des dépendances et 13 ha de parc et de forêts.
C'est dorénavant un lieu pour les mariages, les séminaires et les chambres d'hôtes.

## Parc et jardins
Le château est situé dans un parc comportant des ifs centenaires sur les bords du canal de Roanne à Digoin. Une partie du parc du château Matel est propriété de la commune. Il est en pré-inventaire pour le label jardin remarquable.